# Ференц Кемені
Ференц Кемені (угор. Kemény Ferenc; 17 липня, 1860, Зренянин — 21 листопада, 1944, Будапешт) — угорський письменник, педагог і гуманіст, номінант на Нобелівську премію з літератури 1901 і 1902.

## Біографія
Ференц закінчив школу в Будапешті, де продовжив навчання в педагогічному інституті. Незабаром для продовження навчання переїжджає в Штутгарт, зокрема для поліпшення знання німецької мови. У 1883 він отримав ступінь в викладанні математики та фізики в університеті Будапешта. У 1884 він подався до Парижу, відвідав лекції в паризькій навчально-дослідницькій установі Колеж де Франс, в основному для зміцнення французької мови. У студентських колах він зустрівся з П'єром де Кубертеном. Як педагог, Кемені був вражений ідеєю Кубертена реформи освіти.
За словами Угорського національного олімпійського комітету Кемені першим розгледів крім виховного впливу спорту, також можливість використовувати його для цілей руху за мир. Тому він запропонував Кубертену під час свого перебування в Парижі відродити Олімпійські ігри.
Кемені був захопленим прихильником олімпійського руху. Він спробував відразу створити комітет для організації участі угорських спортсменів на перших Олімпійських іграх в Афінах у 1896. 19 грудня 1895 Кемені заснував Національний олімпійський комітет Угорщини і взяв на себе роль секретаря. Він також брав участь як суддя в іграх. Його публікації після ігор отримали визнання і зробили його людиною, шанованою в політичних колах.
Кемені присвятив себе виключно освітнім дослідженням. У 1934 він був одним з редакторів енциклопедії педагогіки. Під час Другої світової війни виявилося, що він має єврейське походження. Він вчинив самогубство разом з дружиною в 1944.
1 червня 1980 був відкритий спортивний зал імені Кемені в Егері.

## Роботи
- Die Mittelschulen Ungarns (1896)
- A béke-probléma megoldásának egyik módja I—V. Athenaeum, 1899, 1901.
- Gesamstacademie. (Дрезден — Лейпциг, 1901, стр. 148)
- Всесвітня академія I—IV. Athenaeum, 10 том (1901) 109—119, 273—288, 441—460, 565—586
- Világakadémia (Будапешт, 1902, 67 с.)
- Entwurf einer internationalen Gegenwart und Zukunft der körperlichen Erziehung (Берлін, 1904)
- A békemozgalom paedagogiai jelentősége Magyar Paedagogia, 15 том (1906) 593—617
- A háború philosophiája Athenaeum, 18 том (1909), 431—441
- Мир во всем мире (Будапешт, 1911 58 с.)
- Magyar testnevelési rendszer! Magyar Paedagogia, 23 Том (1914), 505—521
- A világháborúnak egyetemes nevelés- és iskolaügyi tanulságai (Будапешт, 1917)
- Magyar Pestalozzi-bibliográfia Magyar Paedagogia, том 36 (1927) 100—114.
- Технології і педагогіки. I. II. Magyar Paedagogia, 38 Том (1929) 9-22. 96-108
- Gräfin M. Th. Brunszvik (Берлин, 1932)
- Енциклопедія освіти I—II. Szerk.: Kemény Ferenc (Будапешт, 1933—1934 1936)
- Реформи освіти в Угорщині Magyar Paedagogia, 44 Том (1936) 116—131.
- Народний характер освіти і професійної підготовки (Будапешт, 1936)
- Gondolatok és gondok a Kitűnőek Iskolája körül Magyar Paedagogia, 51 Том (1942) 234—240.
- A Fröbel-Brunszvik probléma Magyar Paedagogia, 52 Том (1943) 137—146